# Attacus wardi
Attacus wardi là một loài bướm đêm thuộc họ Saturniidae đặc hữu của Lãnh thổ Bắc Úc, Úc.
Attacus wardi ban đầu người ta tin là phụ loài của Attacus dohertyi. Attacus wardi chỉ được tìm thấy ở Darwin, Black Point bán đảo Cobourg và đảo Melville. Loài này phân bố hạn chế ở rừng mưa gió mùa ven biển.